# Piaya
Piaya es un género de aves cuculiformes de la familia Cuculidae propias de Centro y Sudamérica, hasta el norte de Argentina.

## Especies
El género Piaya incluye las siguientes especies:
- Piaya cayana - cuco ardilla común;
- Piaya melanogaster - cuco ardilla ventrinegro.

El cuco ardilla menor que antes se clasificaba dentro de este género actualmente se incluye en el género Coccycua, como Coccycua minuta.